# Єпархія Ліміси
Єпархія Ліміси (лат. Dioecesis Limisensis) — колишня християнська єпархія, сьогодні — титулярна єпархія Католицької Церкви.

## Історія
Ліміса — єпископський престол, що був розташований у римській провінції Бізацена (сьогодні — Ксар-Лемса біля Ель-Услатії у Тунісі).
Відоме ім'я одного єпископа цієї єпархії — Доната, що брав участь в антимонофелітському соборі 646 року.
Сьогодні Ліміса є титулярною єпархією Католицької Церкви. Титулярним єпископом Ліміси є єпископ-помічник Тернопільсько-Зборівської архієпархії УГКЦ Володимир Фірман.

## Єпископи
- Донат † (згадується в 646)

## Титулярні єпископи
- Франческо Маффеї † (24 червня 1926 — 25 жовтня 1937, помер)
- Сесар Маріє Ґерреро † (16 грудня 1937 — 14 травня 1949, призначений єпископом Сан-Фернандо)
- Йоганнес Бідолек † (10 вересня 1949 — 18 жовтня 1957, помер)
- Віктор Джозеф Рід † (5 грудня 1957 — 21 січня 1958, призначений єпископом Оклахома-Сіті-Талси)
- Анхель Рієско Карбахо † (15 лютого 1958 — 2 липня 1972, помер)
- Вікторіо Олівер Домінґо (5 вересня 1972 — 20 грудня 1976, призначений єпископом Тарасони)
- Франсіско Ґармендіа Аєстаран † (24 травня 1977 — 16 листопада 2005, помер)
- Іван Бура † (3 січня 2006 — 17 січня 2023, помер)
- Володимир Фірман (з 12 липня 2023)